# 제주 성읍마을 한봉일 고택
제주 성읍마을 한봉일 고택은 대한민국 제주특별자치도 서귀포시 표선면 성읍리, 성읍마을에 있는 조선시대의 가옥이다. 1979년 1월 26일 대한민국의 국가민속문화재 제71호로 지정되었다.

## 개요
정의(성읍) 고을 중심가에서 동쪽으로 들어서 있는 집이다. 조선 후기에 지은 것으로 문을 달지 않은 대문간, 안채(안거리), 바깥채(밖거리)로 구성되어 있다. 대문 공간 양쪽으로 커다란 팽나무 두그루와 주변 울타리를 따라 있는 수목들이 집의 경치를 한층 높이고 있다,
조금 낮은 터에 자리잡은 대문간은 3칸으로 입구 좌우에 헛간과 외양간(쉐막)이 있다. 문을 들어선 왼쪽에 안채가 있는데 한라산 산남 민가의 전형적인 형태를 띠고 있다. 가운데 대청마루를 중심으로 왼쪽에 부엌(정지)과 작은 방(작은 구들), 오른쪽에 안방(큰 구들)과 곡물을 쌓아두던 '고팡'이 각각 앞뒤로 구성되어 있다.
안채 맞은편에 자리잡은 바깥채는 3칸 규모로 대청마루를 앞뒤가 긴 1칸으로, 꾸미지 않고 뒤쪽에 작은방을 두는 특이한 구성을 보이고 있다.
여유있는 공간구성과 주변으로 조화롭게 어울린 자연이 격을 더하고 있고, 전통 제주도 산남 민가의 원형을 잘 유지하고 있어, 전통 가옥의 구조와 기능을 살피는데 좋은 자료가 되고 있다.

## 명칭 변경
당초 문화재 지정명칭은 '성읍 한봉일 가옥'이었으나, 본래 한봉일이 살던 집을 1980년 남제주군에서 매입한 집임을 감안하여 '제주 성읍마을 한봉일 고택'으로 2017년 2월 28일 명칭이 변경되었다.

## 같이 보기
- 성읍마을

## 참고 자료
- 제주 성읍마을 한봉일 고택 - 국가유산청 국가유산포털